# Tom et Jerry copains clopant
Pour plus de détails, voir Fiche technique et Distribution.
Tom et Jerry copains clopant (Buddies Thicker than Water) est le 126e court métrage d'animation de la série américaine Tom et Jerry réalisé par Gene Deitch et sorti le 1er novembre 1962.